# Temperamento (psicologia)
In psicologia e psichiatria il termine temperamento (etimologicamente derivante dal latino temperāre, cioè «mescolare adeguatamente», «miscelare» o «amalgamare» nella giusta misura) viene usato per indicare la mescolanza degli aspetti innati della personalità. In accordo con Jaspers si ritiene che gli autori classici (Ippocrate, Galeno) considerassero i quattro temperamenti come l'espressione di variabilità soggettive in rapporto con gli umori (sangue, flegma, bile gialla, bile nera), i tratti personologici, l'habitus somatico ed anche le influenze astrologiche. 
Nella psicopatologia moderna il termine è stato ripreso nell'accezione di componente innata e quasi somatica della personalità da Kretschmer nel 1923. Questa formulazione ha fornito la base definitoria per i contemporanei teorici e clinici della personalità, in particolare Kernberg e Cloninger.

## Descrizione

### Definizione secondo la psicoanalisi
Nella teoria psicoanalitica, secondo l'ultima formulazione di Otto Kernberg (1994), la personalità normale si considera formata da due componenti fondamentali: il temperamento e il carattere. Per temperamento si intende l'insieme delle tendenze innate, cioè determinate geneticamente, dell'individuo a reagire agli stimoli ambientali con determinate modalità anziché altre. Queste modalità secondo Kernberg sarebbero l'intensità, la frequenza e la soglia delle risposte affettive. Ciò significherebbe che per ogni individuo vi sono delle soglie tipiche di attivazione delle emozioni positive e dei sentimenti di piacere, come pure di quelle dolorose e delle risposte aggressive conseguenti a queste. È il funzionamento di questo meccanismo che a quanto pare sarebbe innato. Il bilanciamento dei fattori potrebbe essere proprio di ciascun individuo, dipenderebbe perciò direttamente da meccanismi intrinsecamente  biologici.

### Principali usi del termine
Le osservazioni di molti autori di diverse scuole di psichiatria e psicologia hanno usato il termine in funzione descrittiva secondo diverse categorie. "Temperamento" in genere viene utilizzato con riferimento ai tre ambiti di significato seguenti: 
1. Insieme di tendenze dell'organizzazione cognitiva. Ciascun individuo ha un proprio "stile cognitivo", cioè un modo originale e proprio di organizzare pensieri, concetti ed esperienze emotive, che in parte è tale dalla nascita, e talvolta viene considerato parte del temperamento. (Attenzione: L'organizzazione cognitiva non è da confondere con l'organizzazione di personalità, che nella terminologia di Kernberg indica invece sempre caratteristiche non innate).
2. L'insieme di tendenze, comportamenti e ritmi della persona considerati anche in relazione con il comportamento motorio. Alcuni autori hanno osservato analogie tra lo "stile" del movimento corporeo o delle funzioni corporee e lo "stile" cognitivo o emotivo degli individui (ad esempio Alexander Lowen)
3. In riferimento all'identità di genere. Questo è il terzo elemento generalmente riconosciuto come facente parte del temperamento innato. L'identità di genere è quel sistema di risposte a stimoli che normalmente definisce le differenze di istinto sessuale tra gli individui, più frequentemente indica la differenza di comportamento tra maschi e femmine. L'identità di genere è una dimensione psicologica che oggi viene considerata separatamente dal sesso biologico. Tuttavia, non si deve confondere l'identità di genere con i comportamenti effettivi della sfera sessuale: non sempre, secondo gli autori, l'identità determinata dal temperamento coincide con le preferenze espresse dall'individuo né con i comportamenti sessuali reali. È noto che anche i contesti e condizioni culturali hanno un ruolo nell'identità sessuale "finale" che appare nell'individuo, e vi sono casi di disturbi della personalità che possono interferire con gli orientamenti sessuali (si osservano casi di preferenze apparentemente divergenti dall'identità di genere (Kernberg descrive casi di omosessualità "fasulla" in persone affette da disturbi gravi). Le differenze di livelli ormonali, in particolare il testosterone, sono correlate in qualche modo sia al comportamento sessuale sia all'identità di genere (Kernberg 1994), ma su quest'ultima non hanno il potere di modificarla.

### Temperamento e disturbi mentali
Lo studio del temperamento nell'ambito della psichiatria è stato condotto nell'ambito di ricerche sulla eziologia dei disturbi di personalità. In pratica, le ricerche erano per cercare di capire se ci sono fattori genetici ereditari all'origine dei disturbi. Queste ricerche, se non hanno dato risultati chiari in tal senso, hanno portato alla definizione di ulteriori aspetti della personalità che sono stati "misurati" e considerati parte del temperamento. Una ricerca di Cloninger (1993) indica gli aspetti: "ricerca della novità", "evitamento del danno", "dipendenza dalla ricompensa", "persistenza". Gli autori hanno posto in collegamento aspetti del temperamento con la maggiore o minore predisposizione a di certi tipi di patologia. Nel modello di Cloninger le disposizioni temperamentali innate interagiscono con l'ambiente per determinare il carattere, secondo tre dimensioni, "auto-direzionalità", "cooperatività" e "auto-trascendenza". In particolar modo la prima di queste tre dimensioni sembra essere negativamente correlata con la presenza di disturbi di personalità. 
Studi condotti su gemelli separati, però, fanno pensare che non esiste una correlazione fra il temperamento e disturbi specifici. Esiste una correlazione solo generica nell'occorrenza di disturbi tra consanguinei di persone affette da patologia mentale, ma non c'è un collegamento con specifiche patologie. L'unico disturbo di Asse II con una qualche incidenza familiare sembra essere il disturbo schizotipico di personalità (Torgersen 1985, 1994). Kernberg (1996) conclude che «i fattori temperamentali genetici determinano solo le caratteristiche di temperamento delle personalità normali», secondo questa opinione autorevole perciò i quadri sintomatici - cioè i diversi tipi di disturbi mentali - in linea di massima non dipendono dal temperamento dell'individuo cioè sarebbero in qualche modo acquisiti nelle esperienze di vita.